# Chris Lowe
Christopher Sean Lowe (Blackpool, Lancashire, 4 de octubre de 1959) es teclista británico del dúo Pet Shop Boys desde 1981.

## Biografía

### Juventud
Lowe asistió a la Arnold School, una escuela independiente en su ciudad natal de Blackpool, Lancashire. También trabajó en el Solarium. Mientras estuvo allí, Lowe tocó el trombón en una banda de dance de siete miembros llamada "One Under the Eight", que tocaba clásicos como "Hello Dolly", "La Bamba" y "Moon River". El abuelo de Lowe's había tocado el trombón y era miembro del grupo de jazz "The Nitwits". Lowe también llegó a ser un hábil pianista.

### Educación
Lowe estudió arquitectura en la Universidad de Liverpool desde 1978, pero nunca se graduó debido a la formación de Pet Shop Boys, como declaró varias veces en apariciones en televisión y en el documental "Life in Pop". Mientras realizaba unas prácticas de arquitectura en Londres en 1981, diseñó una escalera para un parque industrial de Milton Keynes. En ese momento conoció a Neil Tennant en una tienda de alta fidelidad en el Kings Road en Londres.

### Pet Shop Boys
Lowe generalmente desempeña la función de teclista de Pet Shop Boys; en algunas ocasiones ha realizado el acompañamiento de coros.
En la canción "I Want A Lover", Lowe tocó el trombón, que estudió en la escuela. En las notas del álbum Please, Tennant y Lowe comentaron: "T: Chris trajo su trombón al estudio. No tenía muchas ganas de hacerlo". L: " [Productor] Blue Weaver insistió. Aprendí a tocar el trombón cuando tenía unos diez años. Mi abuelo tocaba el trombón." 

### Apariciones como solista
En 1993 escribió y produjo la canción "Do the Right Thing" para el futbolista Ian Wright (Lowe es un fan apasionado del Arsenal F.C.). La canción contó con los coros de la cantante Sylvia Mason-James que había colaborado en multitud de ocasiones con Pet Shop Boys y las remezclas de Rollo Armstrong.
En 1995, Lowe tuvo un cameo en la telenovela Australiana Neighbours. Su aparición fue grabada durante un tour realizado por Pet Shop Boys en Australia.
En 2004, Lowe recibió el encargo de hacer la música para un anuncio de un protector solar de la marca Blockhead. La canción acabó siendo versionada y remezclada en el recopilatorio de música chill out "Café Mambo". [cita requerida]
En 2006, escribió la música para la canción "Streets of Berlin", presentada para el resurgimiento de Bent en los estudios "Trafalgar Studios" en Whitehall.
En 2011, Lowe apareció como vocalista invitado en la versión realizado por "Stop Modernists" de la canción de New Order "Subculture". Fue la primera vez que Lowe aparecía como vocalista en un proyecto fuera de Pet Shop Boys.